# Maculphrysus
Maculphrysus es un género de coleóptero de la familia Attelabidae.

## Especies
Las especies de este género son:
- Maculphrysus quadrimaculatus
- Maculphrysus inspersus
- Maculphrysus nigrostictus
- Maculphrysus thailandicus
- Maculphrysus yunnanicus